# Ponto Novo
Ponto Novo este un oraș în statul Bahia (BA) din Brazilia.